# غلبه (جماعت)
غلبه  جماعت و شهرکی در جنوب‌غربی کشور تاجیکستان است که در ناحیهٔ فرخار ولایت ختلان قرار دارد. 